# 花蓮清真寺
花蓮清真寺，是一座位於台灣花蓮縣花蓮市的遜尼派伊斯蘭教清真寺，也是台灣第9座、花蓮縣第1座清真寺，於2018年3月18日由印尼前法律與人權部部長穆罕默德·馬哈福主持落成儀式。2019年11月10日，花蓮清真寺在大廳設置資訊站與申訴處，服務當地的印尼在台移工。